# تاتيانا ميكوشينا
تاتيانا ميكوشينا نيكولايفنا (بالروسية: Микушина Татьяна Николаевна)(5 يناير 1958 -) كاتبة روسية. سنة 2014 أسست الحركة الاجتماعية الدولية "الحركة الأخلاقية" (بالروسية: За нравственность).

## السيرة الذاتية

### التعليم والمسيرة المهنية
ولدت تاتيانا ن. ميكوشينا في الخامس من يناير عام 1958 في مدينة أومسك، الاتحاد السوفيتي. وتخرجت من معهد أومسك للفنون التطبيقية [الإنجليزية] في عام 1980، وعملت بعد ذلك لمدة 13عام في تصميم تكنولوجيا الفضاء في أحد مكاتب التصميم ، وبعد انهيار الاتحاد السوفيتي، عملت تاتيانا ن. ميكوشينا. كمحاسبة رئيسية في شركة صغيرة. وفي أوائل التسعينيات، ترأست منظمة لحماية البيئة بمدينة أومسك. كما ترشحت لعضوية المجالس البلدية والإقليمية لنواب الشعب، لكنها لم تُنتخب.

### المؤلفات و الاعمال الروحانية
في عام ٢٠٠١، أسست تاتيانا ميكوشينا المركز الروحي والتعليمي "سيريوس"، الذي يركز على الثيوصوفية. في عام ٢٠٠٥، كتبت ونشرت كتابها الأول "الخير والشر: قراءة خاصة لكتاب "العقيدة السرية" لهيلينا ب. بلافاتسكي". منذ عام ٢٠٠٥، بدأت بنشر كتاب "رسائل من أسياد الحكمة". في عام ٢٠٠٨، أنشأت مركزًا تدريبيًا بالقرب من مدينة أومسك. بلغ إجمالي مؤلفات تاتيانا ميكوشينا أكثر من ٧٠ كتابًا (حتى عام ٢٠٢٥). وقد انتشرت ترجمات كتبها على نطاق واسع.

### النشاط الاجتماعي
في عام ٢٠١٤، أطلقت تاتيانا ن. ميكوشينا مبادرةً لإنشاء حركة اجتماعية دولية تُعرف باسم "حركة الأخلاق" (بالروسية: За нравственность). ثم كان هناك بعض المبادرات العامة الأخرى.